# Justin Hamilton
Justin Anthony Hamilton (Newport Beach, 1 de abril de 1990) é um basquetebolista profissional estadunidense que atualmente defende o Beijing Ducks da China. O atleta que possui 2,13 m de altura e pesa 116 kg atua na posição pivô.

## Títulos e Honrarias

### Clubes
- Campeão da Liga Croata 2012-13 (Cibona)